# Žár (Vacov)
Žár je malá vesnice, část obce Vacov v okrese Prachatice v Jihočeském kraji. Nachází se asi 3,5 kilometru jihovýchodně od Vacova. Prochází zde silnice II/171. Je zde evidováno 38 adres. V roce 2011 zde trvale žilo 84 obyvatel.
Žár leží v katastrálním území Žár u Čkyně o rozloze 3,2 km². V katastrálním území Žár u Čkyně leží i Ptákova Lhota.

## Historie
První písemná zmínka o vesnici pochází z roku 1400.

## Přírodní poměry
Jižní částí katastrálního území protéká potok Spůlka, jehož údolí je zde chráněno jako přírodní památka Onšovice – Mlýny.

## Obyvatelstvo
| Rok            | 1869 | 1880 | 1890 | 1900 | 1910 | 1921 | 1930 | 1950 | 1961 | 1970 | 1980 | 1991 | 2001 | 2011 | 2021 |
| -------------- | ---- | ---- | ---- | ---- | ---- | ---- | ---- | ---- | ---- | ---- | ---- | ---- | ---- | ---- | ---- |
| Počet obyvatel | 266  | 275  | 271  | 261  | 246  | 237  | 218  | 134  | 148  | 130  | 114  | 106  | 94   | 84   | 96   |
| Počet domů     | 34   | 35   | 36   | 37   | 37   | 37   | 39   | 39   | 40   | 33   | 30   | 38   | 38   | 39   | 43   |

## Obecní správa
Při sčítání lidu v letech 1850–1920 Žár byl osadou obce Nespice v okrese Strakonice. V letech 1921–1976 byl samostatnou obcí, se kterým patřil nejprve do okresu Strakonice, ale v roce 1950 v okrese Vimperk a od roku 1960 v okrese Prachatice. Od 30. dubna 1976 je částí obce Vacov v okrese Prachatice. V letech 1921–1976 k obci patřila Ptákova Lhota a v letech 1961–1976 také Nespice.

## Osobnosti
- František Blahovec (1864–1942), katolický kněz, regionální aktivista a politik[10][11]
- Bohumil Peleška (1924–1998), český kardiolog a chirurg